# Британский концертный тур Led Zeppelin (зима 1971)
Концертный тур группы Led Zeppelin проходивший зимой 1971 года на территории Великобритании. Турне «подтвердило превосходство Led Zeppelin на британском рынке рок-музыки». Сразу же после релиза альбома Led Zeppelin IV билеты на все концерты были распроданы, несмотря на то, что они поступили в продажу менее чем за неделю до начала гастролей. После того, как фанатам пришлось стоять в очередях до восемнадцать часов, чтобы купить билет, организаторами были добавлены дополнительные шоу в Манчестере и на лондонском стадионе Уэмбли.

## История
Эти гастроли были особенно примечательны двумя концертами, исполненные группой в лондонском Имперском бассейне, получившие название «Электрическая магия» (англ. «Electric Magic»). Эти пятичасовые шоу включали в себя причудливые цирковые номера с жонглёрами, акробатами и даже дрессированную свинью переодетую в полицейскую форму. Помимо этого, на разогреве у Led Zeppelin выступала группа Stone the Crows (менеджером которой тоже был Питер Грант), что было редким событием для Led Zeppelin на этом этапе их карьеры. На концертах продавались тематические плакаты 30 пенсов, в настоящее время являющиеся редким и очень востребованным предметом коллекционирования. В 2010 году измененная версия плаката была выпущена в виде двухцветного шелкографического принта, а также использовалась для дизайна официальной футболки группы.
Это был первый концертный тур, во время которого музыканты использовали «четыре символа», с обложки Led Zeppelin IV, на своем сценическом оборудование. Эмблема Джимми Пейджа «Zoso» была нарисована на одном из его гитарных усилителей фирмы «Marshall», логотип Джона Бонэма был изображён на наружной поверхности его бас-барабана, символ Джона Пола Джонса был нанесён с помощью трафарета на тканевую накидку родес-пиано, и знак Роберта Планта был размещен на одной из сторон его акустической системы. Символ Планта был единственным, который не использовался в последующих концертных турах Led Zeppelin, а от эмблемы Джонса отказались после японского турне 1972 года.

## Сет-лист
Все ко позиции написаны Джимми Пейджем и Робертом Плантом, за исключением отмечанных.
Практически на всех концертах список композиций состоял из следующих песен:
1. «Immigrant Song»
2. «Heartbreaker» (Джон Бонэм, Пейдж, Плант)
3. «Out on the Tiles» (вступление) (Пейдж, Плант, Бонэм) / «Black Dog» (Пейдж, Плант, Джон Пол Джонс)
4. «Since I've Been Loving You» (Пейдж, Плант, Джонс)
5. «Rock and Roll» (Пейдж, Плант, Бонэм, Джонс)
6. «Stairway to Heaven»
7. «Going to California»
8. «That’s the Way»[англ.]
9. «Tangerine» (Пейдж)
10. «Bron-Yr-Aur Stomp» (Пейдж, Плант, Джонс)
11. «Dazed and Confused» (Пейдж)
12. «What Is and What Should Never Be»
13. «Celebration Day» (Пейдж, Плант, Джонс)
14. «Moby Dick» (Бонэм) (только 13 20, 21 и 23 ноября)
15. «Whole Lotta Love» (Пейдж, Плант, Бонэм, Джонс, Вилли Диксон)

Выходы «на бис» (вариации):
- «Communication Breakdown» (Пейдж, Плант, Бонэм)
- «Thank You» (только 24 ноября)
- «The Maid Freed from the Gallows» (только 16 ноября)
- «Weekend» (Post) (только 13 и 16 ноября и 2 декабря)
- «It’ll Be Me» (только 29 ноября и 2 декабря)

На протяжении гастролей в сет-листе происходили некоторые изменения в чередовании песен, а также замены композиций.

## Расписание концертов
| Дата            | Город             | Страна    | Место                                   |
| --------------- | ----------------- | --------- | --------------------------------------- |
| 11 ноября 1971  | Ньюкасл-апон-Тайн | Англия    | Newcastle City Hall                     |
| 12 ноября 1971  | Сандерленд        | Англия    | Locarno Ballroom                        |
| 13 ноября 1971  | Данди             | Шотландия | Caird Hall                              |
| 16 ноября 1971  | Ипсуич            | Англия    | St. Mathew's Baths                      |
| 17 ноября 1971  | Бирмингем         | Англия    | Kinetic Circus                          |
| 18 ноября 1971  | Шеффилд           | Англия    | Sheffield University                    |
| 20 ноября 1971  | Лондон            | Англия    | Имперский бассейн 'Electric Magic' show |
| 21 ноября 1971  | Лондон            | Англия    | Имперский бассейн 'Electric Magic' show |
| 23 ноября 1971  | Престон           | Англия    | Preston Public Hall                     |
| 24 ноября 1971  | Манчестер         | Англия    | Зал свободной торговли                  |
| 25 ноября 1971  | Лестер            | Англия    | Лестерский университет                  |
| 29 ноября 1971  | Ливерпуль         | Англия    | Liverpool Stadium                       |
| 30 ноября 1971  | Манчестер         | Англия    | Kings Hall, Belle Vue                   |
| 2 декабря 1971  | Борнмут           | Англия    | Royal Ballroom                          |
| 7 декабря 1971  | Ланкастер         | Англия    | Ланкастерский политехнический           |
| 9 декабря 1971  | Ковентри          | Англия    | Lacarno Ballroom                        |
| 21 декабря 1971 | Солсбери          | Англия    | City Hall                               |